# Sujet (métadonnée)
Pour les articles homonymes, voir Sujet.
Dans les métadonnées, selon la définition du Dublin Core, l'élément sujet comprend des mots-clefs, phrases de résumé, ou codes de classement du contenu de la ressource,.